# Xoài Glenn
Xoài 'Glenn' là một giống xoài có nguồn gốc từ khu vực Nam Florida.

## Lịch sử
Glenn được cho là một cây giống từ giống xoài Sài Gòn được trồng ở Miami, Florida vào năm 1940. Nó đã được chuyển đến đất đai của Roscoe E. Glenn vào năm 1943. Cây đầu tiên ra quả vào năm 1945, và được ghi nhận là có chất lượng tốt. Mặc dù nó đã được quảng bá ở tiểu bang sau đó, nhưng nó đã không được chấp nhận thương mại rộng rãi do vấn đề về việc thiếu các đặc điểm bảo quản lý tưởng. Phải mất vài thập kỷ để cây được công nhận là một giống với các đặc tính tích cực sẽ làm cho nó trở thành một lựa chọn phổ biến. Ngoài chất lượng của quả, cây cũng có thể được duy trì ở độ cao và chiều rộng cây khá nhỏ (giúp cắt tỉa và thu hoạch dễ dàng hơn), có khả năng kháng bệnh vừa phải và thường tạo ra một loại cây trồng có kích thước tốt.
Phân tích phả hệ đã mâu thuẫn với nguồn gốc thực sự của Glenn. Mặc dù ban đầu được công bố nó là cây giống từ giống Haden, một phân tích năm 1995 đã tranh cãi về nguồn gốc của Haden, trong khi một phân tích năm 2005 cho thấy Haden thực sự là cha mẹ có khả năng nhất của Glenn. Mặc dù được công bố là cây giống Haden, nhưng chính Roscoe Glenn sau đó đã tuyên bố rằng giống cây này là một cây giống từ giống xoài Sài Gòn. Màu sắc, hương vị và đặc điểm đơn sắc của nó cho thấy bằng chứng rằng Glenn là một cây giống Haden.
Cây Glenn được trồng trong các bộ sưu tập cây trồng tại kho tế bào mầm của USDA ở Miami, Đại học Trung tâm Nghiên cứu và Giáo dục nhiệt đới của Florida ở Homestead, Florida, và tại Fruit and Spice Park Miami-Dade, cũng ở Homestead.

## Miêu tả
Cây tương đối nhỏ và tạo ra một tán cây nhỏ gọn, tròn. Cây có thể cao tới 30 feet nhưng thường được giữ tốt ở độ cao này bằng cách cắt tỉa thường xuyên. Nhìn chung, chúng sẽ bắt đầu cho quả từ 3 đến 4 năm sau khi trồng và sau đó sẽ sản xuất các loại quả có kích thước từ trung bình đến lớn thường xuyên.
Quả có hình bầu dục đến thuôn dài, có đế tròn và đỉnh nhọn không có mũi khoằm, và thường có trọng lượng nằm trong khoảng 300-600 g. Nó có lớp da mỏng nhưng cứng và chuyển sang màu vàng tươi khi chín. Trái cây sẽ phát triển một màu đỏ cam đến đỏ trên 25-50% bề mặt của nó khi tiếp xúc với ánh nắng mặt trời, trong khi nó vẫn hoàn toàn màu vàng nếu trong bóng râm. Nó có hương vị phong phú và ngọt ngào và thịt không có chất xơ (có chứa một hạt đơn phôi), với một mùi thơm dễ chịu. Ở Florida, quả chín từ đầu tháng 6 đến đầu tháng 7.